# فردریک پارکز وبر
فردریک پارکز وبر (انگلیسی: Frederick Parkes Weber؛ ‏ ۸ مهٔ ۱۸۶۳ – ۱ ژانویهٔ ۱۹۶۲) پزشک متخصص پوست اهل بریتانیا بود که در لندن طبابت می‌کرد. وی پسر پزشک آلمانی هرمان داوید وبر - پزشک شخصی ملکه ویکتوریا - بود. فردریک در کالج ترینیتی، کمبریج و بیمارستان سنت بارتلمه تحصیل کرد و مدتی نیز وین و پاریس دوره‌های تکمیلی را گذراند. مجموعه جامعی از مقالات او امروزه در کتابخانه ولکام لندن نگهداری می‌شود. او پدرش هر دو کلکسیونر سکه بودند و مجموعهٔ سکه‌های گردآوری‌شده توسط این دو در موزه بریتانیا و کتابخانه بادلین نگهداری می‌شود.
برخی از بیماری‌هایی را که نام وبر را در خود به یدک می‌کشند عبارتند از: سندرم کلیپل–ترینونه–وبر، سندرم اسلر وبر راندو، سندروم استرج-وبر، سندرم پارکز وبر، بیماری وبر–کریستیان و سندرم وبر–کاکین